# Rambower Torfmoor

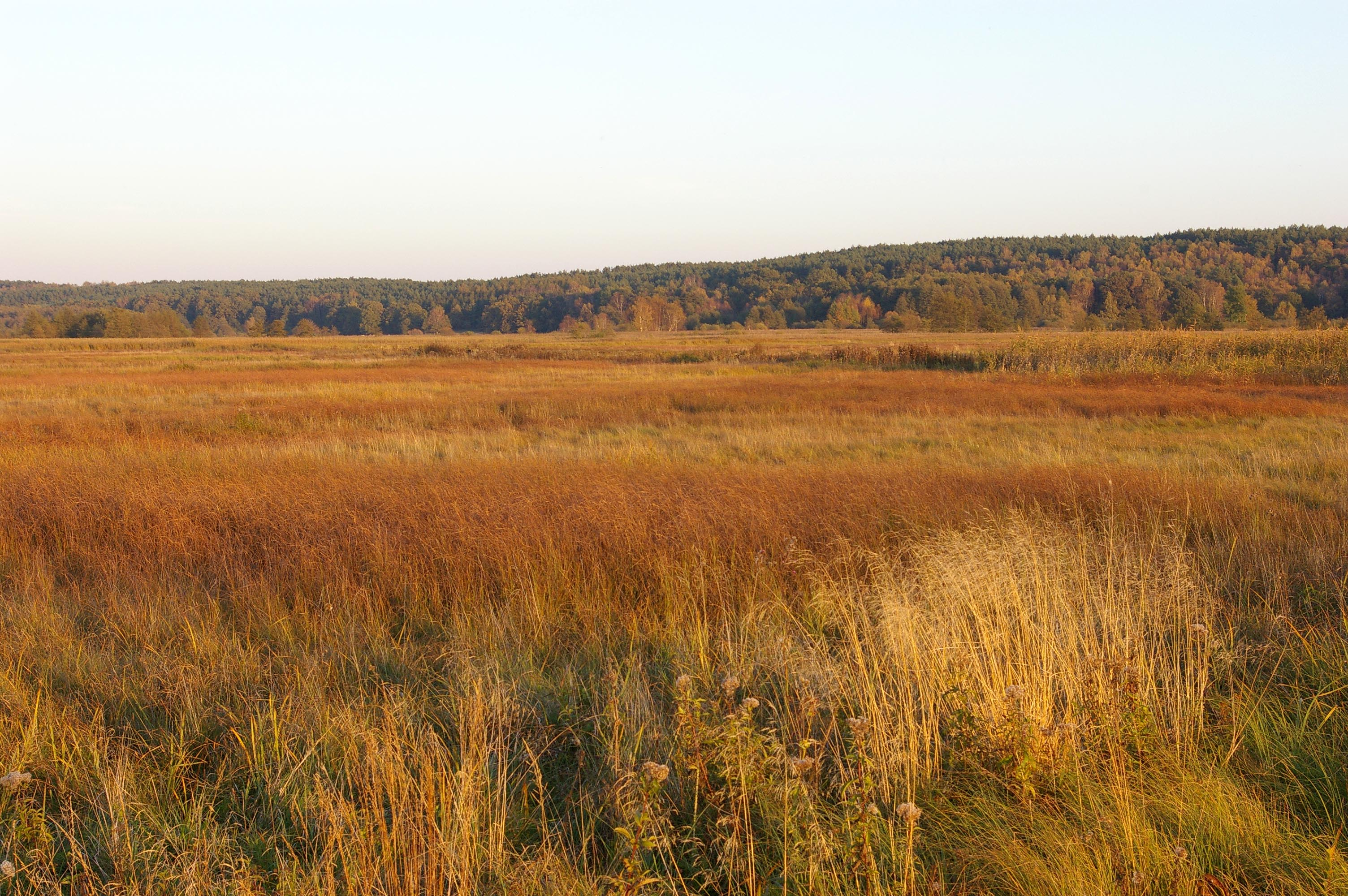
Herbstaspekt im Rambower Moor

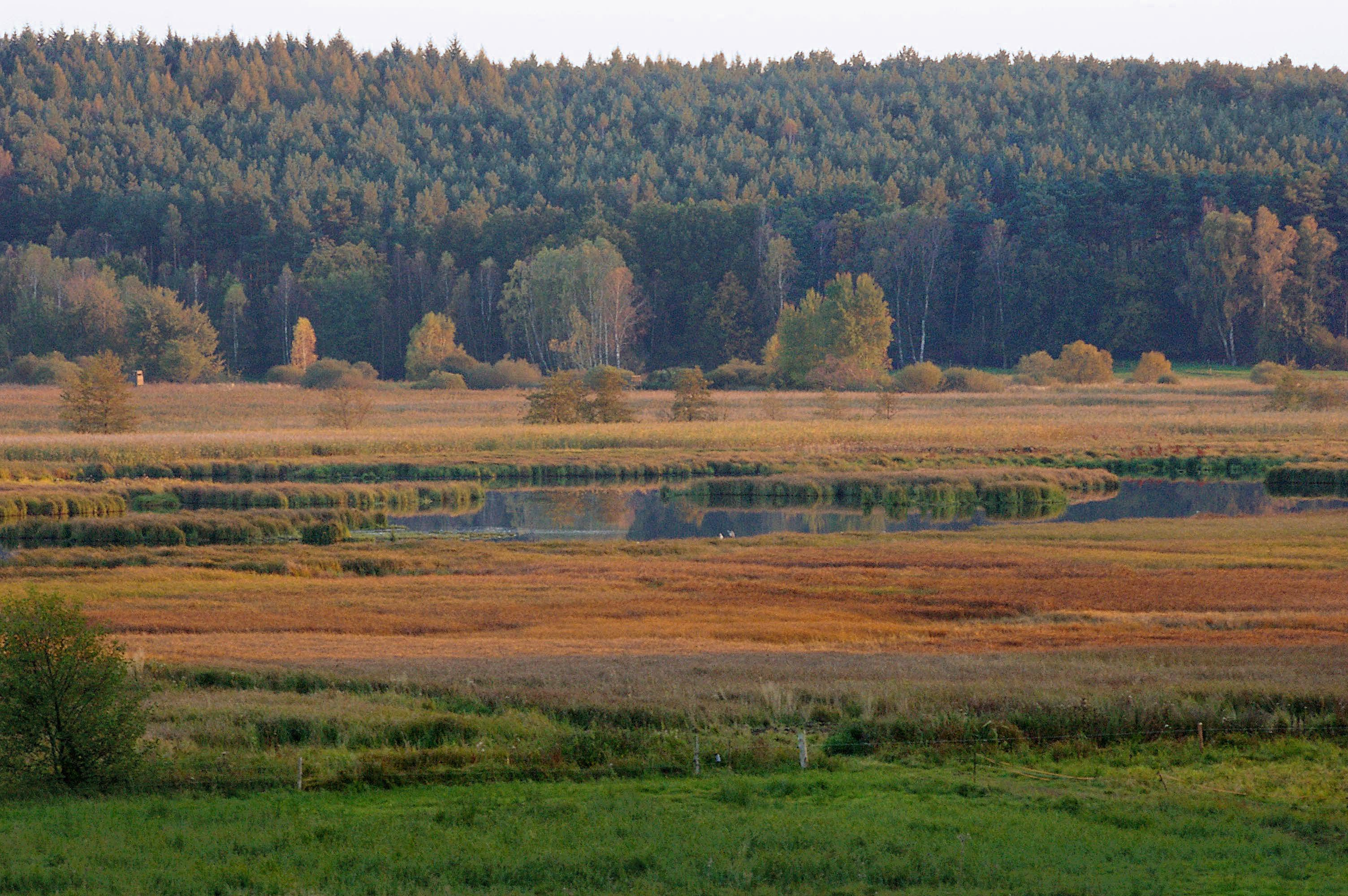
Das Moor weist einige Restwasserflächen auf; die größte wird als „Rambower See“ bezeichnet. Diese hier liegt etwas weiter südwestlich

Das Rambower Moor ist ein Durchströmungsmoor und Naturschutzgebiet im Landkreis Prignitz im Nordwesten Brandenburgs. Das Moor gehört zum Biosphärenreservat Flusslandschaft Elbe-Brandenburg und hat eine Fläche von etwa 450 ha. Das Gebiet wurde mit Verordnung vom 16. Mai 1990 unter Naturschutz gestellt.
Südöstlich der Gemeinde Rambow liegt der heute noch etwa 13,5 ha große, flache Rambower See zentral im Moor. Die Niederung ist umgeben von den Ortschaften Nausdorf, Boberow, Mellen und Rambow, die zu den Gemeinden Lenzen (Elbe) und Karstädt gehören. Zahlreiche Quellen speisen das Moor und durchströmen es. Das Moor ist Lebensraum für die Rohrdommel und viele andere bedrohte Tier- und Pflanzenarten. Einige alte Torfstiche und zahlreiche Entwässerungsgräben befinden sich im Moor. Das Wasser des Moores wird im Nausdorfer Kanal gesammelt und in den Rudower See abgeführt.
Die rinnenartige Oberflächengestalt der Umgebung des Rambower Moores sowie des Rudower Sees ist auf einen etwa saaleglazial zu datierenden Einbruch des Untergrundes zurückzuführen. Durch hydrogene Lösung und Auswaschung von Steinsalz innerhalb des nördlichen Teils der Gorleben-Rambower-Salzstruktur bildeten sich ausgedehnte Hohlräume, die schließlich einbrachen und an der Geländeoberfläche auf der heutigen nordöstlichen Elbeseite die markante, zehn Kilometer lange und teilweise über einen Kilometer breite Rambow-Lenzener Rinne entstehen ließen. Rundum entlang der Einbruchsenke verlaufen meist bewaldete Randhänge, die Höhen von maximal 54,5 m ü. NN erreichen. Die Talrinne ist großenteils vermoort oder weist offene Wasserflächen auf (als größte den Rudower See).
Mit einem EU-Life-Projekt wird die Erhaltung des Rambower Moores gefördert. Im Zuge dieses Projektes wurden u. a. Staustufen in die Gräben eingebracht und ausführliche Kartierungen vorgenommen. Das Moor ist Untersuchungsgegenstand zahlreicher Diplom- und Doktorarbeiten.